# Goianá (kommun i Brasilien)
Goianá är en kommun i Brasilien.   Den ligger i delstaten Minas Gerais, i den sydöstra delen av landet, 800 km sydost om huvudstaden Brasília. Antalet invånare är 3 659. Arean är 153 kvadratkilometer.
Terrängen i Goianá är kuperad söderut, men norrut är den platt.
Omgivningarna runt Goianá är huvudsakligen savann. Runt Goianá är det glesbefolkat, med 8 invånare per kvadratkilometer.